# Elekcja Stanisława Augusta

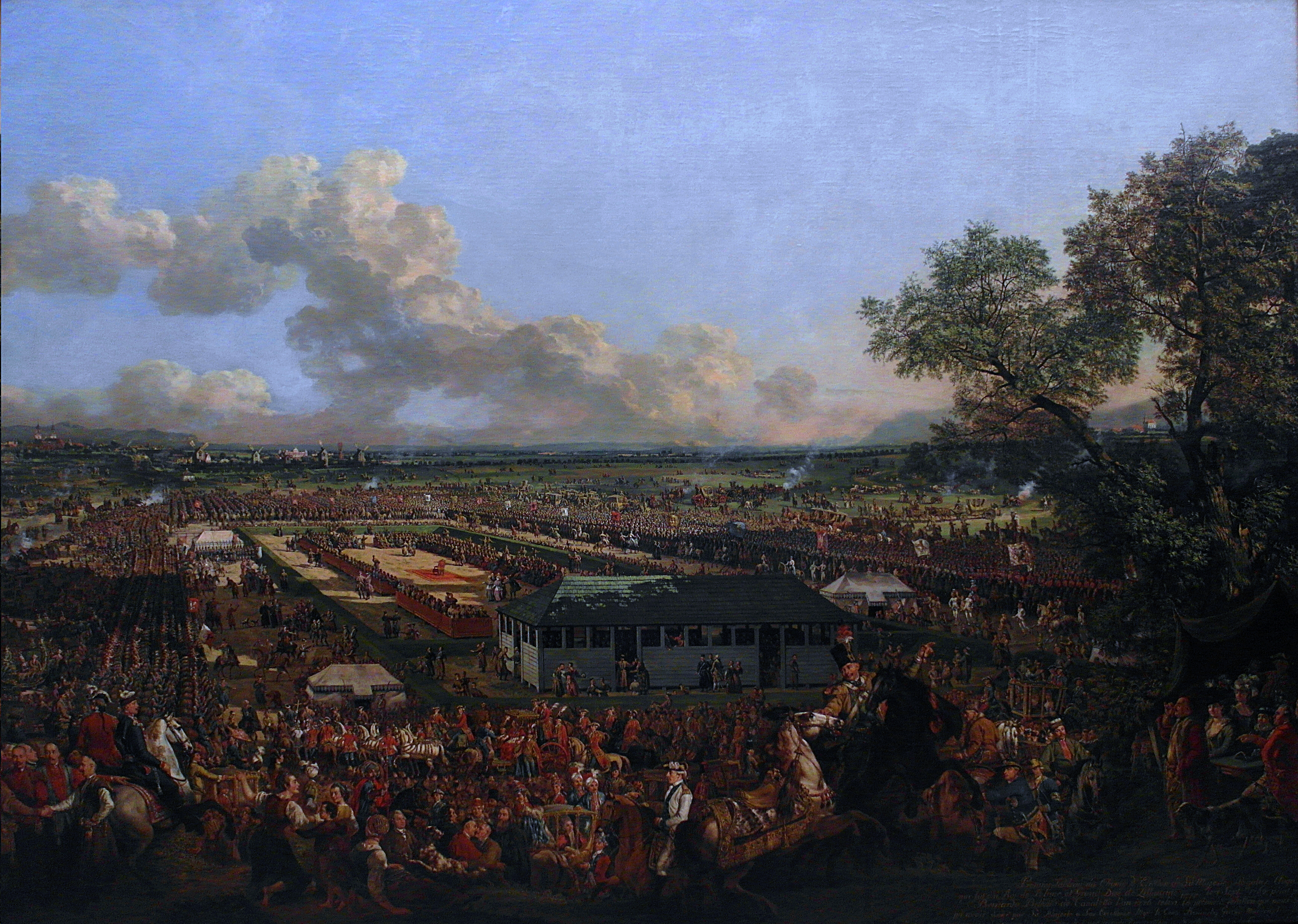
Pierwsza wersja obrazu Bellotta niezaakceptowana przez króla Stanisława Augusta. Obraz znajduje się w zbiorach Muzeum Narodowego w Poznaniu

Elekcja Stanisława Augusta – obraz olejny namalowany przez włoskiego malarza Bernarda Bellotta zwanego Canalettem w 1778 roku, znajdujący się wraz z 22 innymi obrazami Bellotta w Przedpokoju Senatorskim zwanym Salą Canaletta w Zamku Królewskim w Warszawie. 
Powstały dwie wersje tego obrazu autorstwa Canaletta – pierwsza z 1776 roku nie przypadła do gustu królowi Stanisławowi Augustowi i została podarowana marszałkowi nadwornemu koronnemu Franciszkowi Rzewuskiemu (obecnie znajduje się w zbiorach Muzeum Narodowego w Poznaniu). Druga wersja, namalowana dwa lata później, powstała w oparciu o wskazówki króla i zyskała jego pełne uznanie.

## Opis
Obraz przedstawia ostatnią wolną elekcję w dziejach Rzeczypospolitej Obojga Narodów przeprowadzoną we wrześniu 1764 roku na polu elekcyjnym na Woli, widocznym na obrazie od strony północno-zachodniej. Pole elekcyjne podzielone jest na dwie części – bliższa zajęta jest przez szopę, gdzie obradują senatorowie, zaś dalsza to koło rycerskie z ławkami dla potrójnej liczby przedstawicieli województw. Dookoła samego pola elekcyjnego, ograniczonego okopami, widoczna jest zbierająca się konna szlachta. W głębi widoczne są wiatraki we wsi Wola.
Po lewej stronie obrazu na wzniesieniu przy szlachcicach ściskających sobie dłonie widać duchownych. Sekretarz królewski Kajetan Ghigiotti ma na piersi Order Świętego Stanisława. Obok widać powóz (faeton wiedeński) prymasa Władysława Aleksandra Łubieńskiego, kończącego objazd poszczególnych województw. Prymas z Orderem Orła Białego na szyi otoczony jest przez młodzież magnacką w mundurach Gwardii Królewskiej Koronnej. Zwraca uwagę wystawność orszaku.
W środkowej części obrazu widać jak wojewoda płocki Józef Antoni Podoski wręcza protokół z głosowania swojego województwa marszałkowi sejmu elekcyjnego Józefowi Sylwestrowi Sosnowskiemu. Bliżej widać koniuszego królewskiego trzymającego za wodze karego rumaka należącego do Stanisława Augusta. W tle widać fruwające czapki, podrzucane z radości przez szlachciców. W prawym rogu widać autora obrazu Bernarda Bellotta siedzącego na krześle z szablą u boku.

Królowi Stanisławowi Augustowi, który udzielał wskazówek autorowi płótna, zależało, by podkreślić udział w procedurze elekcji duchowieństwa i ważnych osobistości. Postacie podające sobie ręce i całujący się szlachcice występujący na obrazie wspólnie z duchownymi mają wyrażać powszechną zgodę. Natomiast scena wręczania marszałkowi ostatnich głosów wojewódzkich (prymas był wówczas schorowany i dlatego w tej czynności wyręcza go marszałek sejmu elekcyjnego) ma podkreślać legalność wyboru. Poważne miny statecznych szlachciców przekazujących sobie protokół z głosowania świadczą o doniosłości chwili i niejako reprezentują majestat Rzeczypospolitej. Na licu u dołu po prawej napis i sygnatura: 

Second Tableau du Champ d’Election de Sa Majesté Stanislas Auguste, qui fut élu/ Roi de Pologne et Grand Duc de Lithuanie pp; pp; le 7. Sept[embre] 1764: peint par Bernardo Belotto/ de Canaletto l’an. 1778. pour la seconde fois, selon les dernieres rélations et documents avec beaucoup de Portraits, de personnes tre[s]/ connues dont on ne nomme ici bas, que ceux , qui ont le plus de rapport a l’histoire/ Le premier de l’an 1776. fut donné par Sa Majeste a Son Excellence Mgr: le Comte Rzevusky Maréchal/ de la Cour 1 Portrait du Primat Lubienski faisant de tour des Palatinats pour proclamer de Roi./ a mesure que le Maréchal de la Diete d’Election/ Sosnowski. dont le portrait se voit au,/ No 2 recevait les Suffrages signe,/ comme il est represente rece:/vant actuellement le Cahier des/ Suffrages de Plock, de la main du/ Palatin de Plock Podoski, dont le portrait se voit No 3 N 4 Portaits du Cast.(éllan) de/ Leczyc Lipski [Maré]chal du Primat